# Julia - Le avventure di una criminologa
Julia - Le avventure di una criminologa è una serie a fumetti scritta da Giancarlo Berardi ed edita dalla Sergio Bonelli Editore dal 1998.

## Storia editoriale
Julia è stata ideata nel 1998 da Giancarlo Berardi, intrecciandosi con le vicende editoriali della sua più nota creatura cartacea, Ken Parker: «a metà degli anni Novanta [...] Ken Parker raggiunse il suo minimo storico di vendite. A ogni uscita, Sergio Bonelli mi riferiva l'entità della perdita economica, e m'invitava a sottoporgli qualcosa di nuovo. Prendendo spunto dalla mia passione per il genere hardboiled e dalla conseguente tesi di laurea sulla "Sociologia del romanzo poliziesco", pensai a una collana noir, il cui personaggio principale fosse una donna, la vera protagonista della nostra epoca. Presentai il progetto a Sergio, il quale, dopo un'ora di discorsi a tu per tu, nel suo studio, mi disse: "Ci ho capito poco, ma mi fido di Lei. Proceda"». Nel gennaio del 1998, una volta pubblicato l'ultimo albo speciale di Ken Parker, Berardi era già al lavoro sulla nuova serie.
Con Julia, Sergio Bonelli Editore punta ad avere nel suo catalogo una nuova serie prettamente poliziesca, da affiancare a Nick Raider. Inizialmente, prima di proporre Julia, Berardi aveva proposto a Sergio Bonelli due soggetti completamente diversi: il primo, Stark, fantascientifico, e il secondo, Draco, di spionaggio, ma Bonelli li rifiutò entrambi poiché non rientravano nella sua linea editoriale. L'autore puntò allora sul noir creando un personaggio femminile che ben incarnasse gli stilemi del genere – su tutti, le trame investigative e una certa introspezione psicologica. Il nome della protagonista deriva dalla gens Iulia, per omaggiare la sua origine italiana, mentre il cognome Kendall venne scelto per sottolineare come il personaggio fosse una creazione dell'autore di Ken Parker.

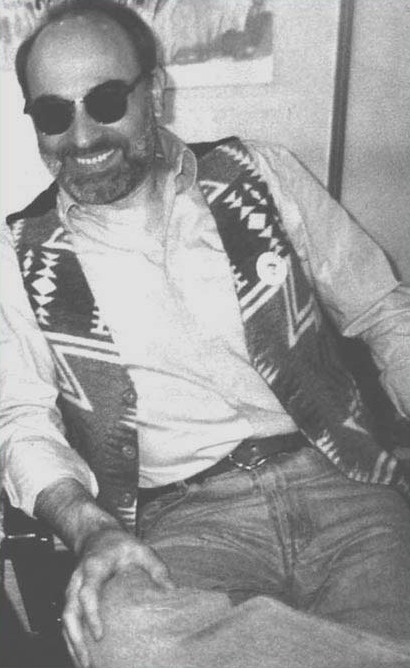
Il fumettista Giancarlo Berardi, creatore della serie

Per meglio conoscere e preparare le tematiche della serie, Berardi partecipò come auditore per alcuni mesi ai corsi di criminologia dell'Istituto di Medicina Legale di Genova, e inoltre si documentò su testi di psicologia, sociologia, psichiatria, psicanalisi, medicina legale e balistica oltreché su romanzi, articoli giornalistici di cronaca, film e documentari.
La protagonista Julia Kendall è ispirata fisicamente ai tratti di Audrey Hepburn, una delle attrici preferite dell'autore: l'avere a che fare con una protagonista femminile – una donna tutto sommato normale, in cui è facile riconoscersi e identificarsi – ha portato la serie ad avere una buona parte del suo pubblico composta da donne e ragazze. Luca Vannini, disegnatore del primo albo della serie, ha realizzato gli studi dei personaggi usati poi come riferimento dagli altri disegnatori.
La serie esordì nell'ottobre del 1998. I primi numeri ebbero subito un buon riscontro, pur se caratterizzati da un taglio drammatico che spiazzò il pubblico; in particolare lo stesso Sergio Bonelli espresse le sue perplessità a Berardi circa l'albo n. 6, Jerry è sparito, particolarmente angoscioso, sicché nei numeri successivi l'autore decise di approfondire gli elementi umoristici e gli aspetti della vita quotidiana di Julia, che in genere fanno da contrappunto alla storia principale. Altri numeri vedono invece intrecci classici del giallo deduttivo, comune alla narrativa in lingua inglese, in cui si analizzano i moventi e le azioni dei vari protagonisti per arrivare a scoprire il colpevole. Secondo Lorenzo Calza Julia "ha dovuto percorrere tutte le sfumature e le possibili formule del genere, dal police procedural, al delitto della camera chiusa, dal capire chi è l’assassino, al vederlo nella prima scena e capire come si arriva a smascherarlo"(Cfr. l'intervista a Lorenzo Calza del 26/12/2024) al "Faro di Roma".. Le storie, diversamente dallo standard delle altre pubblicazioni della Bonelli, constano di 128 pagine anziché 96, questo per l'esigenza di Berardi di avere a disposizione un maggiore spazio per meglio approfondire i personaggi e gestire il ritmo della narrazione; dall'albo n. 271 le pagine si sono ridotte a 116. Come ulteriore espediente narrativo, caratteristica della serie è l'ampio ricorso al diario di Julia, dove la protagonista annota praticamente di tutto, e attraverso cui il lettore riesce a meglio comprendere la complessa personalità della donna e la realtà che la circonda, oltre a seguire l'analisi dei crimini e lo svolgimento delle indagini; occasionalmente, in alcuni albi il racconto della storia non avviene tramite tale diario, ma viene affidato ad altri personaggi della serie.

## Trama
Julia Kendall è una giovane criminologa alle prese con i misteri di Garden City, un'immaginaria metropoli del New Jersey a circa un'ora da New York, attraversata dal fiume Marygold, e in cui tutte le strade hanno nomi di fiori. Quando non è impegnata con le sue lezioni all'università, i casi di cui si occupa, talvolta come consulente della procura o del dipartimento di polizia cittadino, altre volte come libera professionista, altre ancora per pura curiosità personale, la portano a vivere situazioni di estremo pericolo: questo poiché le sue capacità di psicologa la conducono spesso, prim'ancora degli inquirenti, sulle tracce di feroci serial killer – in primis Myrna Harrod, psicopatica e follemente infatuata di Julia – o di altri criminali comuni, ma non per questo privi di scrupoli.
Ad affiancarla nelle sue indagini ci sono quasi sempre il burbero tenente Alan Webb, con cui spesso si scontra a causa delle differenti posizioni politiche ed etiche, e il simpatico sergente "Big" Ben Irving, oltre all'investigatore privato e fraterno amico Leo Baxter; mentre a riempire la sua vita privata ci sono l'anziana nonna Lillian, che Julia sente come una madre dopo essere rimasta orfana sin da bambina, e la sorella minore Norma, famosa modella dalla turbolenta vita privata, oltre alla governante di casa Kendall, la singolare Emily Jones, e alla gatta Toni.

## Personaggi

### Personaggi principali
- Julia Kendall: è una giovane donna che vive e lavora a Garden City, in una grande casa al 96 di Tulip Street, che condivide solo con la sua gatta Toni; ha da poco superato i trent'anni, ed è una criminologa, ovvero si occupa dello studio dei reati e dei loro esecutori; guida una vecchia Morgan 4/4 del 1967, che sovente la lascia a piedi. La sua professione principale è quella di insegnante alla Hollyhock University di Garden City, dov'è docente di criminologia, ma a volte viene chiamata in qualità di consulente sia per istituzioni che per privati cittadini: questo la porta spesso a collaborare con Leo Baxter, investigatore privato e soprattutto migliore amico fin dall'adolescenza, e con il Garden City Police Department, in particolare con il tenente Alan Webb e con il sergente Ben Irving, i quali la coinvolgono nelle loro indagini talvolta anche in maniera del tutto confidenziale. Julia riesce quasi sempre ad assicurare alla giustizia i criminali di turno, grazie più di tutto alla sua grande umanità e sensibilità, con le quali riesce a immedesimarsi nelle menti dei sospettati: durante le indagini Julia cerca sempre di capire i motivi che hanno spinto i malviventi a compiere i loro crimini, al fine di intuire e prevedere le loro mosse future. Julia nasce in una famiglia benestante, ma all'età di appena tre anni rimane orfana a causa di un incidente automobilistico che la segnerà per sempre: insieme alla sorella minore Norma, vengono quindi affidate alla nonna materna, Lillian Osborne. Durante l'adolescenza, nonostante una forte passione per il pianoforte, Julia decide di iscriversi alla facoltà di criminologia dove conosce il professor Raymond Cross, responsabile della cattedra e all'epoca consulente della polizia cittadina, il quale, intuendo le capacità, decide di coinvolgerla nelle sue indagini facendo così prendere confidenza a Julia con il mondo del crimine. Dopo la laurea, Julia prende il posto di Cross sia come insegnante sia nel rapporto con la polizia di Garden City. Dopo qualche anno la nonna va vivere in una casa di riposo, e considerando che Norma è sempre in giro per il mondo come modella, Julia vive da sola nella grande casa di famiglia, insieme alla sua gatta e alla governante Emily Jones. Il primo fidanzato è stato Jeffrey Noah, un sergente dell'antiterrorismo, con cui ha portato avanti un'altalenante relazione per un paio d'anni, salvo poi troncarla quando ha capito che questi non voleva fare progetti concreti per il loro futuro. Poi Julia ha conosciuto Ettore Cambiaso, commissario della polizia genovese, divorziato e padre di una figlia; nonostante la loro sia una relazione prevalentemente a distanza, il rapporto prosegue stabile. La vita di Julia è inoltre costellata di figure ricorrenti come Myrna Harrod, serial killer innamoratasi di lei, o Tim O'Leary, ladro-gentiluomo che la coinvolge saltuariamente nelle sue avventure.

Julia Kendall insieme alla sua gatta Toni; dalla copertina del volume della collana 100 anni di fumetto italiano dedicato a Julia

- Alan J. Webb: è un tenente del Garden City Police Department, con il quale Julia ha un rapporto di amore/odio – in particolare per le contrastanti posizioni in campo politiche ed etico, che spesso finiscono per inficiare sulla conduzione delle indagini –; onesto e coraggioso, rude e tenero al tempo stesso, è profondamente legato alla protagonista, nonostante il suo atteggiamento spesso duro e sprezzante non gli permetta di dimostrarlo pienamente. Prima di entrare in polizia ha servito nell'esercito degli Stati Uniti come tiratore scelto e comandante di una truppa di A11. Il suo modello grafico è l'attore John Malkovich.[18]
- "Big" Ben Irving: è un sergente, di "ingombrante presenza", amico e collega del tenente Alan Webb. Conosce Julia fin da quando lei era una studentessa universitaria, ed è stato tra i primi a intuirne il grande fiuto investigativo. Sempre pronto a sdrammatizzare sul lavoro, quando torna a casa trova ad aspettarlo sua moglie Rose, di cui è profondamente innamorato. Il suo modello grafico è l'attore John Goodman.[18]
- Leonard "Leo" Baxter: è un investigatore privato, mal sopportato dal tenente Webb per via dell'affiatamento che ha con Julia. Playboy impenitente con un debole per le donne di colore, ma pronto a mollare tutto e rimandare qualunque cosa stia facendo, pur di aiutare la fraterna amica Julia, che lui chiama affettuosamente "Babe". Esperto pilota, appassionato di arti marziali e lotta libera, non si tira mai indietro quando c'è da menare le mani. Leo non ha mai conosciuto i suoi genitori, e Julia ha avuto modo di incontrare il suo padre adottivo Moses, un simpatico contadino di colore, in diverse occasioni. Nella vita dei due uomini c'è anche una tragedia: la morte del fratellino di Leo, Robert, avvenuta quando lui aveva cinque anni per annegamento. Il modello grafico di Leo è l'attore Nick Nolte.[18]
- Emily Jones: è la governante di Julia, una donna di colore plurimaritata e plurimadre. Ex militante della Pantere Nere, oggi Emily è una donna dai modi molto schietti e decisi: memorabile la sua esclamazione "Santa Brigida!" in momenti concitati. Nonostante la sua comica e plateale invadenza, la Kendall le è molto affezionata, e dal canto suo Emily vorrebbe tanto che Julia trovasse finalmente un ragazzo con cui mettere su famiglia. Emily mette spesso in guardia Julia da Leo Baxter, per cui nutre una forte diffidenza, e la invita invece a uscire con il tenente Webb. Il suo modello grafico è l'attrice Whoopi Goldberg.[18]

### Personaggi secondari
- Myrna Harrod: è una feroce serial killer lesbica, attratta e ossessionata da Julia. Antagonista dei primi tre numeri, la Harrod si rivela subito come una pericolosa psicopatica, con un forte impulso a uccidere, che la porta a togliere la vita alle persone nei modi più cruenti e terribili. Julia Kendall sembra essere l'unica persona che riesce a capire e a comprendere la sua mente contorta, e proprio per questo Myrna ne è follemente innamorata. Myrna Harrod è il grande nemico di Julia: periodicamente ricompare nella sua vita, ogni volta sotto una veste diversa, e quasi sempre riesce in qualche modo a fuggire alla cattura, non prima di aver saziato la sua sete di uccidere.
- James Tait: è il medico legale di Garden City, sempre attento, scrupoloso e professionale. Anche lui, come il sergente Irving, conosce Julia fin da quando lei era un'adolescente.
- Clyde Carter: è il capitano della polizia di Garden City. Afroamericano, di circa sessant'anni, composto e preciso, Carter entra nelle indagini soltanto in caso di crimini molto brutali ed efferati, o che hanno avuto una grande risonanza mediatica. Come Irving e Tait, anche lui conosce Julia fin da ragazza.[19] Il suo modello grafico è l'attore Morgan Freeman.
- Michael H. Robson: è il procuratore distrettuale di Garden City. Dietro una facciata di uomo onesto e irreprensibile, nasconde il carattere di un burbero uomo di mezza età, mal sopportato indistintamente sia da Julia (la quale non gli ha mai perdonato il fatto che, a causa di una sua leggerezza, ha quasi rischiato la vita in un'indagine), sia dalla polizia (Webb in particolare), dato che sovente sembra preoccuparsi più dei risvolti "politici" delle indagini che non ad assicurare il colpevole alla giustizia.
- Agente Keegan: è l'agente a capo della polizia scientifica di Garden City.
- Agente Newell: è l'agente della polizia di Garden City addetto al centralino, ormai il poliziotto più anziano del dipartimento.
- Agente Callaghan: è un giovane e imbranato agente di polizia, molto timido e timoroso, specializzato nel combinare pasticci. Tuttavia in diverse occasioni si è rivelato utile alle indagini di Julia, per la quale nutre una malcelata attrazione.
- Lillian Osborne: è la nonna di Julia, in pratica una seconda mamma, dato che ha allevato lei e la sorella Norma, rimaste orfane molto presto; i loro genitori hanno infatti perso la vita in un incidente stradale quando Julia aveva tre anni e Norma solo pochi mesi. Ha scelto di vivere gli anni della vecchiaia in una casa di riposo nonostante il parere contrario di Julia, molto affezionata a lei, che la rivorrebbe a casa. Spesso dispensa a Julia preziosi consigli sia sul piano sentimentale che su quello lavorativo. Il suo modello grafico è l'attrice Jessica Tandy.
- Norma Kendall: è la sorella minore di Julia, una famosa modella internazionale con problemi di tossicodipendenza. A causa del suo lavoro è sempre in giro per il mondo, e così Julia e Norma non si vedono quasi mai, pur passando molto tempo assieme al telefono. Nonostante ciò, le due sorelle sono ancora molto legate, e Julia si comporta nei suoi confronti, più che come una sorella maggiore, quasi come una madre. A partire dalle storie del 2024, Norma abbandona la carriera nella moda per stabilirsi a Garden City e aprire un'agenzia fotografica.
- Luther: è uno dei figli di Emily Jones. Luther è un giovane giornalista e fotografo con un passato da hacker, e proprio per questo talvolta è "ufficiosamente" di aiuto a Julia e alla polizia nelle indagini inerenti nuove tecnologie e ambienti giovanili. Il suo modello grafico è il regista Spike Lee.
- Nick Yorgis: è un meccanico di origini greche, un tempo imbattibile pilota di auto da corsa. Nella sua officina trova posto l'automobile di Julia, una Morgan 4/4 del 1967 con costanti problemi di qualsiasi tipo, e che il più delle volte lascia Julia a piedi. Nick, innamorato della vettura, la rimette a posto sempre e gratis purché Julia la tenga, nonostante da alcuni anni ormai la dottoressa gli chieda, invano, di trovarle un'auto nuova.
- Tina Davis: è una giovane e bella giornalista televisiva dell'emittente Garden TV, mal sopportata da tutta la polizia di Garden City per via della sua costante ricerca di informazioni circa lo svolgimento delle indagini. Julia ha invece un buon rapporto con lei, anche perché in alcune occasioni Tina le è stata di aiuto nella risoluzione dei casi.
- Timothy "Tim" O' Leary: è un ladro-gentiluomo, incontrato per caso da Julia durante un'indagine per rapimento e poi riapparso diverse volte nella sua vita. Tim è un uomo affascinante e audace, quasi "all'antica" nei modi, ma in realtà è un profondo conoscitore delle maggiori tecniche di furto, anche le più avanzate. Spesso ha chiesto a una riluttante Julia di aiutarlo nelle sue imprese, quasi sempre ingannandola sul reale motivo delle loro azioni; per questo motivo la criminologa è molto fredda nei suoi confronti, ma ne è anche molto affascinata. Il suo modello grafico è l'attore Cary Grant.
- Matt Bradley: è un agente afroamericano dell'FBI, originario di Garden City, il quale entra occasionalmente nelle indagini di Webb e Irving che riguardano crimini a livello nazionale. Con Julia è amico fin dall'infanzia, e il suo trasferimento a Washington non ha intaccato la loro amicizia, tanto che Julia, approfittando della posizione di Matt all'interno dell'FBI, si rivolge spesso a lui quando ha bisogno di conoscere informazioni "riservate" su un caso difficile. Non risparmia a Julia focosi complimenti, che tradirebbero la sua attrazione verso di lei. Il suo modello grafico è l'attore Sidney Poitier.
- Charles Taxos: è uno dei più noti difensori d'ufficio della città. Di origini greche, ha la cattiva reputazione di procacciarsi clienti nei posti più diversi, nonché di accettare sempre qualsiasi tipo di difesa, anche quella dei criminali peggiori. Tradito dalla moglie, divorzia, e, negli ultimi tempi, difende un uomo con sincera convinzione.
- Skip: è un ladro-ragazzino di origini orientali, che Julia ha avuto modo di conoscere durante un'indagine. Lei gli si è molto affezionata e saltuariamente l'ha reincontrato e aiutato.
- Jeffrey Noah: è un sergente dell'antiterrorismo. Entrato in servizio a Garden City, conosce Julia e presto ne diventa il fidanzato. È stato uno dei pochi ragazzi con cui Julia ha cercato di portare avanti una relazione sentimentale stabile e duratura, ma dopo un paio d'anni lei stessa ha deciso di chiuderla quando ha capito che Jeffrey non voleva impegnarsi in qualcosa di più serio. Si ritrovano comunque a collaborare saltuariamente.
- Harlan Hoover: è uno spregiudicato giornalista di True Television, emittente concorrente di Garden TV. Hoover è un po' l'antitesi di Tina Davis, in quanto pratica un tipo di giornalismo molto aggressivo, finalizzato esclusivamente alla ricerca dello scoop a tutti i costi, e che non si cura delle conseguenze delle sue azioni.
- Abebe: è un bambino africano che Julia sostiene a distanza per appagare il suo desiderio di maternità. Nonostante la distanza e il fatto che non siano consanguinei, Julia pensa a lui come se fosse davvero suo figlio; spesso riesce a sentirlo al telefono ed è anche riuscita a raggiungerlo in Africa per fare la sua conoscenza. Nel 2025 Abebe, ormai giovane uomo, vola a Garden City per trovare Julia.
- Ettore Cambiaso: è un giovane commissario di polizia italiano, proveniente da Genova; è di bell'aspetto, simpatico e buontempone. Arrivato per la prima volta a Garden City nel corso di un'indagine internazionale, conquista subito il cuore di Julia, con cui ben presto instaura una difficile relazione a distanza. Il suo modello grafico è l'attore Michele Riondino.
- Toni: è la gatta di Julia, una persiana bianca che lei coccola come una figlia.
- Raymond Cross: è l'ex professore di criminologia della Hollyhock University, oggi in pensione. Cross è stato insegnante e mentore di Julia e, dopo averla coinvolta in alcune indagini prima della laurea, l'ha dapprima assunta come sua assistente e poi, al suo pensionamento, le ha consegnato la cattedra. Personaggio praticamente assente dalla serie regolare di Julia,[20] è invece uno dei protagonisti nelle storie prequel dell'Almanacco del Giallo prima, e di Speciale Julia poi.
- Ednah Barnes: personaggio finora assente dalla serie regolare, apparsa invece di frequente nelle storie prequel dedicate all'adolescenza di Julia. Si tratta della prima governante di casa Kendall, assunta dalla nonna Lillian quando, divenute le sorelle adolescenti, le esigenze di manutenzione della dimora si fecero più gravose. Ednah è una donna corpulenta e pasticciona, più adatta a combinare guai che a risolverne. A lei è subentrata, in un momento non precisato, Emily.
- Klara Biener: altro personaggio apparso solo nelle storie prequel, è una avvocatessa hippie dal look alternativo e dalla personalità dirompente. Julia ha lavorato in qualità di sua assistente subito dopo la laurea, fino al momento in cui è stata nominata professoressa alla Hollyhock University; questa collaborazione ha portato Julia a risolvere alcuni casi.
- Drummond "Big Bear": boss della malavita di Garden City, a cui Julia si è rivolta occasionalmente per delle dritte su casi particolarmente difficili. Drummond, seppur riluttante in quanto non è un informatore, le ha dato spesso preziose informazioni. Corpulento e silenzioso, perennemente seduto al divano del suo bar, con addosso occhiali scuri e sigaro, è protetto dalla sua guardia del corpo Sanchez, un messicano di bassa statura e grande esperto di arte marziali.

## Pubblicazioni

### Ristampe
- Raccolta Julia è una pubblicazione bimestrale che raccoglie e ripubblica i vecchi albi di Julia. Ogni numero contiene due storie.
- Julia. I casi archiviati è stata una pubblicazione annuale creata in occasione del ventennale della serie regolare, che dal novembre 2018 ha ripubblicato alcuni dei migliori albi di Julia, in ordine sparso e, talvolta, ricolorati.[21]

Alcune storie di Julia, per la precisione le avventure contenute negli albi nº 1, 2, 3, 16, 25 e 36, sono state raccolte e pubblicate anche in libreria, all'interno della collana Oscar Mondadori. Inoltre dal 2016 la Bonelli inizia a stampare una serie di volumi da libreria dedicati a Julia, contenenti alcune storie selezionate già edite nella serie regolare, e legate tra loro da uno specifico tema: la sua nemesi Myrna Harrod, le avventure con il ladro-gentiluomo Tim O'Leary, o la storia d'amore col poliziotto italiano Ettore Cambiaso.

### Altre collane
Pur non vantando tutte le iniziative legate ad altri personaggi Bonelli, come ad esempio Nathan Never o Dylan Dog (speciali, numeri giganti, ecc.), oltre alla serie regolare Julia Kendall è protagonista di altre pubblicazioni:
- L'Almanacco del Giallo è stata una pubblicazione annuale di cui Julia era diventata protagonista nel 2005, raccogliendo il testimone da Nick Raider. Ogni numero accoglieva al suo interno una storia inedita che andava a porsi come un prequel della serie regolare, in quanto, attraverso un lungo flashback, ci presentava una Julia Kendall ancora adolescente, giovane studentessa di criminologia all'università, alle prese con le sue prime indagini. Oltre alla storia – più breve rispetto alla serie regolare, in quanto articolata nelle bonelliane 96 pagine –, nell'almanacco erano presenti anche numerosi articoli, dossier e approfondimenti riguardanti serie televisive, film, videogiochi e libri inerenti al mondo del giallo. La pubblicazione ha chiuso i battenti nel 2014.
- Speciale Julia è stata una pubblicazione annuale creata nel 2015, in sostituzione del succitato almanacco. Ereditava dalla precedente collana le storie inedite ambientate nel passato di Julia Kendall, presentate a colori e con una foliazione identica alla serie regolare[26]. Anche questa collana è stata chiusa nel 2022, sostituita dall'albo bis estivo.

### Storie inedite in volume
- Julia - Nel paese dei burattini: l'unica storia inedita di Julia nata espressamente per un volume di grande formato, fuori dalla serie regolare. Pubblicata nel 2021 in occasione dei 140 anni dalla pubblicazione di Pinocchio[27].

## Altri media
Videogiochi
- Julia: Innocent Eyes (2010):[28] pubblicato da Warner Home Video,[29] è diviso in tre capitoli,[30][31] ed è strutturato come una classica avventura punta e clicca.[32] Nel gioco sono presenti molti dei personaggi della serie, e anche l'ambientazione e le atmosfere si rifanno molto fedelmente a quelle del fumetto.[33]

## Influenza culturale
Nel corso degli anni, il personaggio è stato scelto come testimonial per alcune campagne di sensibilizzazione sociale: nel 2007 con Dimmi di più a favore di Medici Senza Frontiere, contro il silenzio dei mass media sulle violazioni dei diritti umani nel pianeta; nel 2013 con Il fumetto dice basta! – di cui è protagonista assieme ad altri personaggi della Sergio Bonelli Editore –, contro il femminicidio e la violenza sulle donne; e nel 2023, nelle fattezze di una Pigotta, a sostegno dell'UNICEF.